# Guerre de Lombok

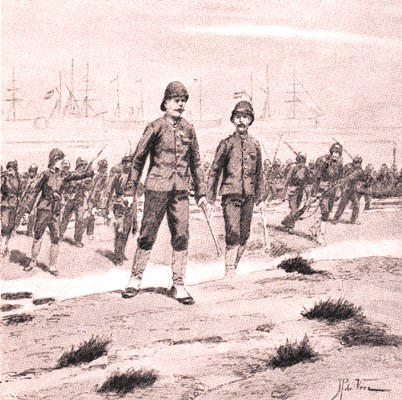
Le général hollandais van Ham à la tête de ses troupes lors du débarquement à Lombok

La guerre de Lombok est l'intervention coloniale hollandaise dans l'île indonésienne de Lombok, alors sous domination des rois balinais de Karangasem, en 1894.
En 1891, la population sasak de Lombok se révolte contre ses princes balinais, notamment Anak Agung Made. Des chefs sasak demandent l'aide du gouvernement colonial des Indes néerlandaises. Lorsque les troupes de Batavia entrent dans la capitale Mataram, le roi se suicide, ce qui fait disparaître le prétexte initial de l'intervention.
Les Hollandais, qui cherchent à contrôler Lombok, entament des négociations avec le raja balinais, s'appuyant sur une force militaire largement supérieure. Les Balinais se rendent compte que l'appel à l'aide des Sasak n'était qu'un prétexte. Une nuit, ils attaquent les troupes hollandaises. Près de cent personnes sont tuées et plus de 250 blessées dans ce que les Hollandais appelleront « la trahison de Lombok ».
Batavia envoie des renforts à Lombok, qui est finalement « pacifiée » après de violents combats. L'artillerie hollandaise fait des dégâts considérables à Ampenan et Mataram. Avant d'attaquer Cakranegara, résidence du roi, les Hollandais rasent tout ce qui la sépare de Mataram. Le roi demande une trêve mais sa délégation est accueillie avec des grenades ; Finalement 10 000 soldats prennent Cakranegara d’assaut. Le raja réussit à s'échapper mais finit par se rendre. Il est envoyé en exil à Batavia.